# Aporosa whitmorei
Aporosa whitmorei är en emblikaväxtart som beskrevs av Airy Shaw. Aporosa whitmorei ingår i släktet Aporosa och familjen emblikaväxter. Inga underarter finns listade i Catalogue of Life.